# Čchang-e 5-T1
Čchang-e 5-T1 (čínsky v českém přepisu Čchang-e wu-chao T1, pchin-jinem Cháng'é wǔhào T1, znaky 嫦娥五号T1) je vesmírná sonda Čínské národní vesmírné agentury, která odstartovala v rámci programu Čchang-e 23. října 2014 k Měsíci, aby ho obletěla a pak se vrátila na Zemi. Předchozí vesmírné sondy Čchang-e 1 a Čchang-e 2 dokázaly doletět dle plánu až na oběžnou dráhu Měsíce a odtud Měsíc zkoumat, Čchang-e 3 úspěšně vyslala v prosinci 2013 na měsíc přistávací modul Nefritový králík a smyslem Čchang-e 5-T1 je vyzkoušet technologie pro návrat z oběžné dráhy Měsíce, aby následující sonda Čchang-e 5 mohla v roce 2017 přivézt na Zemi měsíční vzorky.
Stejně jako celý program odvozuje i tato sonda svůj název od bohyně Měsíce zvané Čchang-e. Stejně jako jiné lety programu, i Čchang-e použila raketu rodiny Dlouhý pochod a startovala z kosmodromu Si-čchang.